# شهرستان اسکس (ویرجینیا)
شهرستان اسکس، ویرجینیا (به انگلیسی: Essex County, Virginia) یک سکونتگاه مسکونی در ایالات متحده آمریکا است که در ویرجینیا واقع شده‌است.

## خصوصیات
شهرستان اسکس ۷۴۰٫۷۴ کیلومترمربع مساحت دارد.